# داروين سيرين
داروين سيرين (بالإسبانية: Darwin Cerén) هو لاعب كرة قدم مكسيكي في مركز الوسط، ولد في 31 ديسمبر 1989 في كويزالتيبيك ‏ في السلفادور. شارك مع منتخب السلفادور تحت 23 سنة لكرة القدم ومنتخب السلفادور لكرة القدم. أما مع النوادي، فقد لعب مع أورلاندو سيتي.

## وصلات خارجية
- داروين سيرين على موقع الاتحاد الدولي (مؤرشف)  (الإنجليزية)
- داروين سيرين على موقع الدوري الأمريكي (الإنجليزية)
- داروين سيرين على موقع قاعدة بيانات كرة القدم.إي يو (الإنجليزية)
- داروين سيرين على موقع ناشيونال فوتبول تيمز (الإنجليزية)
- داروين سيرين على موقع Soccerway.com (الإنجليزية)